# Конфликт вокруг фресок Арнаутова

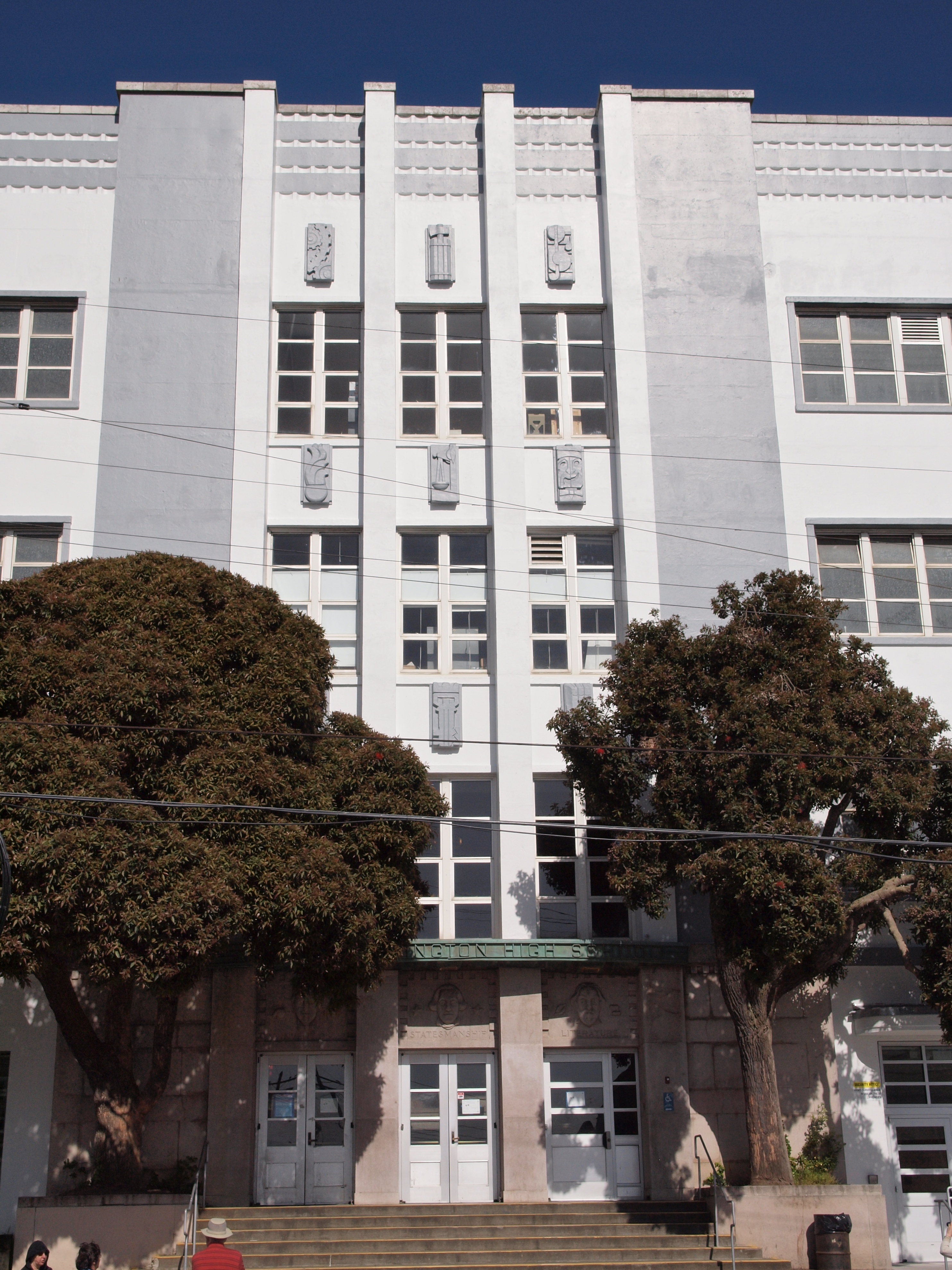
Колледж Джорджа Вашингтона в Сан-Франциско

Конфликт вокруг фресок Арнаутова — массовый протест общественности и деятелей культуры против решения городского совета по образованию Сан-Франциско закрасить 13 фресок Виктора Арнаутова в колледже Джорджа Вашингтона в Сан-Франциско.

## Фрески
В 1936 году Арнаутов, ученик Диего Риверы и человек левых взглядов, расписал фресками стены колледжа Джорджа Вашингтона в Сан-Франциско. 13 фресок изображали реальные и воображаемые сцены из жизни первого президента США Джорджа Вашингтона.
Считается, что это самое большое по площади художественное произведение, созданное в период Великой депрессии в США, с помощью субсидий безработным художникам от Управления общественных работ США в рамках нового курса Рузвельта.
В конце XX — начале XXI века некоторые, в основном цветные, учащиеся стали выражать негодование в связи с тем, что фрески якобы прославляют расизм и колонизаторов в духе явного предначертания и тем самым оскорбляют небелое население США. Основные нарекания вызывает фреска, где вооружённые белые первопроходцы идут на запад мимо тела убитого индейца, и фреска, где Вашингтон изображён в окружении своих усердно работающих закабалённых чёрных рабов и белых слуг.
В 1974 году, чтобы прекратить жалобы колледж добавил три фрески афроамериканца Дьюи Крамплера, изображающих единство американской нации. Крамплер утверждает, что тогда учащиеся принесли извинения за непонимание смысла фресок Арнаутова, отражающих реалии истории и осуждающих колониализм.

## Решение совета
В июне 2019 года городской совет по образованию Сан-Франциско голосованием принял решение уничтожить все 13 фресок Арнаутова. Аргументация совета воспроизводит доводы не понимающих смысл фресок учащихся и активистов движений национальных меньшинств.

## Реакция
Ассоциация искусств колледжей выступила в защиту фресок, и 400 известных учёных и художников подписали открытое письмо с требованием сохранить фрески. В числе подписавших: Джудит Батлер, Тимоти Джеймс Кларк, Майкл Фрид, Дэвид Харви, Фредрик Джеймисон,
Люси Липпард, Марта Рослер и бывший президент Национального фонда искусств Рокко Ландесман.
Ассоциация выпускников колледжа и большинство нынешних учащихся также выступают за сохранение фресок. Среди организаций, протестующих против уничтожения фресок Калифорнийский колледж искусств, Институт искусств Сан-Франциско и Национальная Коалиция Против Цензуры.
Робер У. Черри, специалист по работам Арнаутова ещё в 2018 году на заседании школьного совета объяснял, что Арнаутов сознательно изображал рабство и геноцид коренного населения, чтобы противостоять тому, чему учили американских школьников в 1930-е годы.

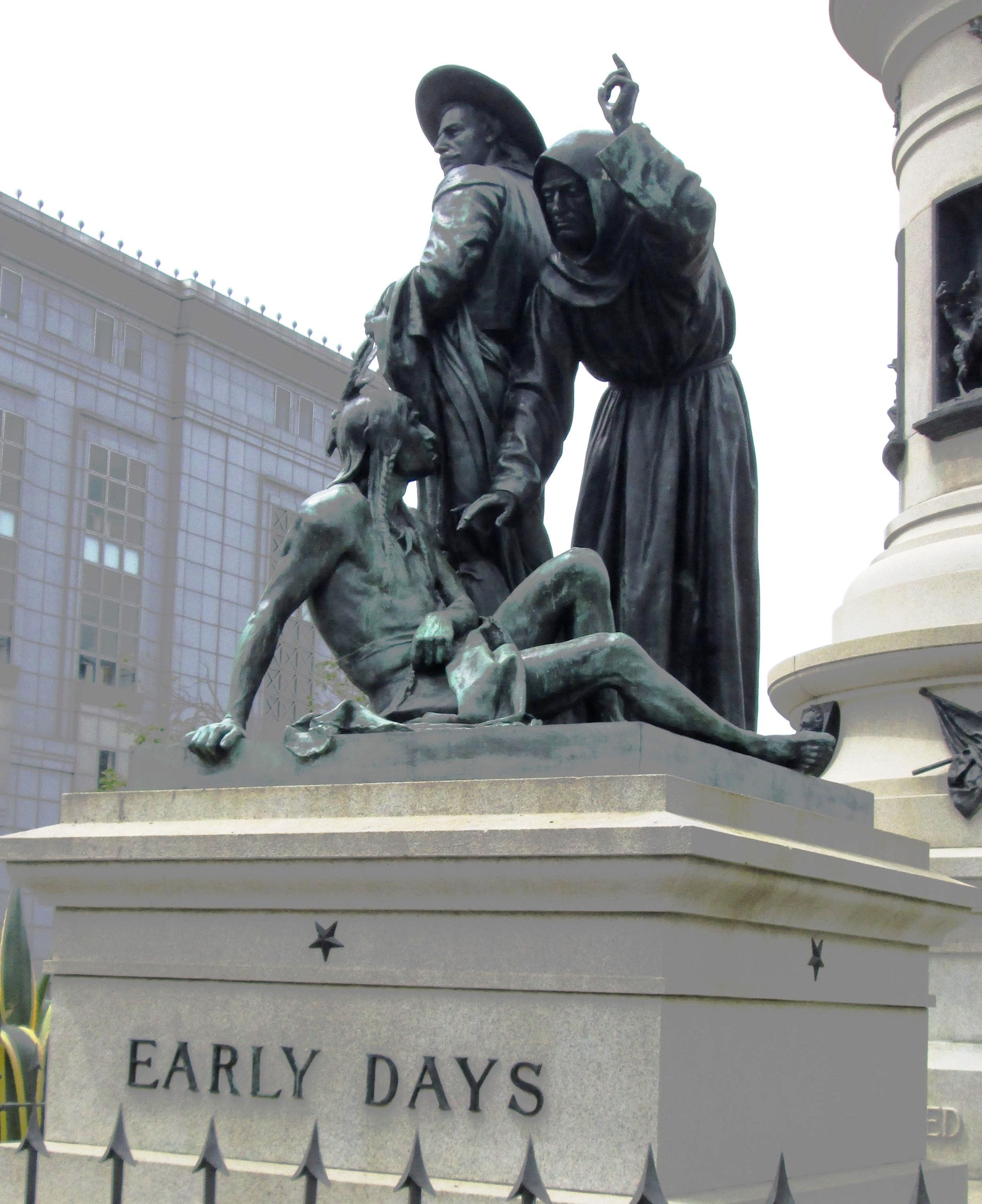
Монумент «Первые дни», удалённый с центральной площади Сан-Франциско в 2018 году.

## Контекст
В сентябре 2018 года после длительной борьбы индейские организации уже добились значительного успеха. По решению городского совета с центральной площади города был убран монумент «Первые дни», изображающий поверженного индейца у ног колонизаторов. Искусствоведы отмечают, что в отличие от удалённого монумента гибель индейца на фресках Арнаутова и движение белых на запад не изображены как триумф колонизаторов и евроцентризма. Индейцы на фресках изображены уважительно, в том числе как мужественные воины. Заявления некоторых родителей, что их дети якобы страдают, глядя на фрески, не может быть поводом для переписывания истории.